# Alberto Moreira Gouvea
Alberto Moreira Gouvea (* 25. September 1998), auch einfach nur Alberto Moreira, ist ein brasilianischer Fußballspieler.

## Karriere
Alberto Moreira Gouvea erlernte das Fußballspielen in den brasilianischen Jugendmannschaften von Clube Andraus Brasil Ltda, Manchester-Belo Horizonte und CA Serranense. Wo er nach seiner Jugendzeit gespielt hat, ist unbekannt. Bis Anfang Mai 2021 stand er in Thailand beim Pluakdaeng United FC unter Vertrag. Mit dem Verein aus Rayong spielte er in der dritten Liga, der Thai League 3. Hier trat er mit dem Verein in der Eastern Region an. Anfang Mai 2021 wechselte er in die Southern Region der dritten Liga. Hier schloss er sich dem Songkhla FC aus Songkhla an. Zur Rückrunde 2021/22 unterschrieb er einen Vertrag beim Zweitligisten Nakhon Pathom United FC. Sein Debüt für den Klub aus Nakhon Pathom in der zweiten Liga gab er am 8. Januar 2022 (18. Spieltag) im Auswärtsspiel gegen den Lampang FC. Hier wurde er nach der Halbzeitpause für Sirisak Fufung eingewechselt. Das Spiel endete 1:1. Für Nakhon Pathom bestritt er sieben Zweitligaspiele. Nach der Saison wurde sein Vertrag nicht verlängert. Am 1. Juli 2022 verpflichtete ihn der Drittligist Maejo United FC. Mit dem Klub aus Chiangmai spielte er neunmal in der Northern Region der Liga. Nach der Hinserie 2022/23 wechselte er zum in der North/Eastern Region spielenden Mahasarakham FC. Am Ende der Saison wurde er mit dem Verein Meister der Region. In den Aufstiegsspielen zur zweiten Liga konnte man sich jedoch nicht durchsetzen. Hier bestritt er elf Ligaspiele. Zu Beginn der Saison 2023/24 wechselte er zum ebenfalls in der North/Eastern Region spielenden Khon Kaen FC. Für den Klub aus Khon Kaen bestritt er 23 Ligaspiele. Nach einer Spielzeit wechselte er zum Ligakonkurrenten Rasisalai United FC. Mit 18 Toren wurde er Torschützenkönig der North/Eastern Region. Am Ende der Saison 2024/25 feierte er mit dem Verein die Meisterschaft der Region sowie die Qualifikation zu den Aufstiegsspielen zur zweiten Liga. Hier konnte man sich in der National Championship durchsetzen und stieg somit in die zweite Liga auf.

## Erfolge
Mahasarakham FC
- Thai League 3 – North/East: 2022/23

Rasisalai United FC
- Thai League 3 – North/East: 2024/25

## Auszeichnungen
Thai League 3 – North/East
- Torschützenkönig: 2024/25 (18 Tore)